# 裸吻鱗鯒
裸吻鱗鯒，又稱裸吻鱗牛尾魚，為輻鰭魚綱鮋形目牛尾魚亞目牛尾魚科的其中一種，分布於西南太平洋的珊瑚海及塔斯曼海海域，屬底棲性魚類，棲息深度111-325公尺，體長可達14.4公分，屬肉食性，生活習性不明。

## 擴展閱讀
維基物種上的相關：裸吻鱗鯒